# Список персонажів Grand Theft Auto III
В Grand Theft Auto III є безліч персонажів. Найпомітніші з них перераховані тут. Як деякі з цих персонажів з'являються у грі, залежить від послідовності, у якій гравець завершує деякі місії.
Ветерани кримінальних фільмів на кшталт Медсен, Майкл Майкла Медсена, Пантоліано, Джо Джо Пантоліано, Вінсент, Френк Френка Вінсента і Лоджа, Роберт Роберта Лоджа озвучили основних персонажів у багатьох окремих іграх серії Grand Theft Auto, включаючи Grand Theft Auto III.

## Головні персонажі

### Клод
Перша поява: Introduction
Клод (англ. Claude) (нар. 1973; 28 років) — безмовний протагоніст гри Grand Theft Auto III, управляється гравцем. Під час пограбування банку було поранено Каталіною і, будучи на волосині від смерті, заарештовано та засуджено. Пізніше йому разом з Лисим (8-Ball) вдається втекти з-під конвою, коли на нього нападають найманці колумбійського Картеля. Ім'я Клода жодного разу не згадується у грі. Згадка про нього залишилася у файлах гри, але офіційно це підтвердилося тільки в Grand Theft Auto: San Andreas.
Протягом усієї гри Клод не вимовляє жодного слова, залишаючись таким самим в епізодичній ролі в GTA: San Andreas. Про цю характерну рису Клода Марія Леоне згадує в радіопостановці на Chatterbox FM, говорячи, що «Клод не надто балакучий». Рішення зробити його «німим» розробники прийняли головним чином через технічні складнощі, що існували в 2001 році, з реалізацією розмови персонажів у кат-сценах; у них було стільки інших проблем, що відмова від озвучування головного героя не здавалася їм чимось суттєвим.

### Каталіна
Перша поява: «Introduction»
Вбита в: The Exchange
Каталіна (англ. Catalina) — грабіжниця банків, колишня подруга Клода і головний антагоніст у GTA III, яка зраджує його під час пограбування банку, стріляє в нього і залишає вмирати, а потім ховається з усіма грошима разом із новим партнером, колумбійським наркоторгівцем Мігелем. Її сенс для побачень з Клодом — просто «бізнес», тоді як її аргумент для того, щоб застрелити Клода — його брак амбіцій.
Каталіна продовжує співпрацювати з колумбійським Картелем, займаючись виробництвом та збутом наркотику «спанка» з Мігелем. Пізніше вона зрадить його після того, як Клод виявить їх на будівельному майданчику; коли Мігель віддає їй валізу, Каталіна стріляє в Мігеля і стрибає з недобудованого будинку на купу коробок декількома ярусами нижче, перш ніж з'явиться Асука і почне допитувати Мігеля.
Вона відповідальна за викрадення Марії та вбивство Асуки та Мігеля. Зібравши викуп за Марію, Клод діє за інструкцією, але знову обдурить Каталіну, яка наказує Картелю вбити Клода. Незважаючи на переважну чисельну перевагу, Клоду знову щастить: оглушивши одного з людей Картеля ударом ліктя і відібравши його зброю, він тікає від них і переслідує Каталіну, що прямує на гелікоптері до Плотини Кохрейн. Клод з боєм йде по греблі, і в кінцевому рахунку успішно вбиває Каталіну, збивши її гелікоптер.
До подій GTA III Каталіна і Клод здійснювали грабежі в багатьох штатах, включаючи південні та південно-західні. У жовтні 2001 року ФБР стає відомо, що Каталіна і Клод, можливо, прибули до Ліберті-Сіті. Каталіна домініканського і колумбійського походження, кузина мексиканця Цезаря Віалпандо і коханка Карла Джонсона в San Andreas.
Каталіну озвучила Синтія Фарелл.

### Сальваторе Леоне
Представлений у: Salvatore's Called a Meeting
Убитий в: Sayonara Salvatore
Сальваторе Леоне (1938—2001; 63 роки) — Дон сім'ї Леоне. Згідно з офіційним сайтом GTA III, Сальваторе родом з Палермо (Сицилія) і став Доном сім'ї після кривавої боротьби за владу в середині 1980-х.
Сальваторе знайомиться з Клодом, коли влаштовує зустріч із Джоуї Леоне, Тоні Сіпріані та Луїджі Готереллі. В одній із ранніх місій інструктує Клода простежити за Кудрявим Бобом, шісткою мафією, якого підозрюють у зборі інформації про дії сімейства Леоне для колумбійського Картеля і, якщо вина буде доведена, вбити його, що Клод і робить. Пізніше дає Клоду завдання підірвати судно-танкер, що належить Картелю, яке служить фабрикою для виробництва наркотику спанк.
Сальваторе зображується дедалі більше параноїдальними і підозрілим всім оточуючим. Після того, як Клод потопив судно Картеля, Дон посилає його підібрати та знищити машину з тілом ворога мафії у багажнику, насправді розраховуючи вбити Клода, думаючи, що той має стосунки з Марією. Але Марія попереджає Клода про бомбу в автомобілі, і він уникає смерті. Марія зізнається: вона сказала Сальваторе, що вона та Клод були разом, і це було головною причиною для Сальваторе, щоб убити його. Марія і Клод разом з Асукою Касен збігають з Портленда і пливуть на острів Стаунтон. Через кілька днів при виході з клубу Луїджі дона Сальваторе Лоне, за завданням Асуки Касен, вбиває Клод і тим самим він остаточно розриває зв'язки з родиною Леоне.
Персонаж Сальваторе багато в чому нагадує Віто Корлеоне з фільму «Хрещений батько».
Сальваторе Леоне озвучив Френк Вінсент.

### Марія Латоре
Представлена в: Chaperone
Марія Латоре — дружина дона Сальваторе Леоне. Марія знайомиться з Клодом після того, як Сальваторе Леоне просить, щоб Клод «доглядав її ввечері». Поступово вона починає відчувати симпатію до Клода.
Пізніше Марія бреше Сальваторе про свої стосунки з Клодом, але потім рятує його життя, попередивши про пастку, влаштовану Сальваторе, і шукає допомоги у лідера якудзи, Асукі Касен, щоб втекти на Острів Стаунтон. Вона дзвонить на Chatterbox FM, де описує свої почуття до Клода, але сумнівається, тому що Клод, як здається, не зацікавлений у ній, «постійно працюючи та бовтаючись із хлопцями».
Марія зацікавлена у меблях леопардової шкіри та одязі з тигровими смужками. Вона пізніше була помічена в одязі подібного стилю в Liberty City Stories.
Марію іноді можна побачити разом з Асукою, іноді з натяками, що вони люблять одне одного. Марія потім викрадена Картелем і утримується Каталіною заради викупу, але врятована Клодом до кінця гри. Подальша доля Марії залишається невідомою, проте коли екран, що зображає Клода і Марію, що йдуть вдалину, поступово темніє, все ще чути голос Марії, а потім звучить постріл. Навіть творці гри до кінця не впевнені, Марію було вбито чи ні.
Марію Латоре озвучила Дебі Мейзар.

### Асука Касен
Представлена в: Last Requests
Вбита в: Ransom
Асука Касен — co-лідер Якудзи, до неї звертається Марія, щоб відвезти її та Клода в безпечне місце від мафії Леоне після того, як Сальваторе вирішив убити Клода. Вона дає подальші завдання для Клода, і репрезентує його своєму братові, Кенжі Касену. Вона також, судячи з Liberty City Stories, має покійного старшого брата, Кадзукі Касена, а також своячку Тошико Касен, на яку працював Тоні Сіпріані.
Пізніше за сюжетом Асука намагається Мігеля та інструктує Клода знищити наркобізнес Каталіни як акт помсти за вбивство свого брата невідомим убивцею з колумбійського Картеля. Кінець кінцем її, як і Мігеля, вбиває Каталіна.
Поліцейські звіти на офіційному сайті GTA III вказують на те, що Асука прибула до США в 1991 році, за 10 років до подій у GTA III. У звітах також згадано, що Асука грала роль лідера Якудзи через свої старі навички «тортур, захисту та пошуку інформації».
Не можна не помітити, що вона бісексуал; одного разу вона пов'язує Марію і грає з нею в Садомазохізм садомазохістські ігри. Асука заявляє, що тортури Мігеля — трохи для її власного задоволення. Також, коли Клод закінчує вбивати і виконувати її місії, вона каже, що «любить це в чоловікові». Вона показала подібну поведінку в Grand Theft Auto: Advance.
Асуку Касен озвучила Ліанна Пай.

## Другорядні персонажі

### Дональд Лав
Представлено в: Liberator
Зникає в: Love's Disappearance
Дональд Лав (нар. 1963; 38 років) — медіамагнат і власник «Love Media», «Медіаконгломерату, що найбільш швидко зростає в США за останні 5 років». Працюючи у своїй квартирі та офісі на південному Мисі Бедфорд, він насамперед дає Клоду завдання, пов'язані з перехопленням таємничого пакету, доставленого літаком. Після допомоги Клода у пошуку завіреного секретного пакету Лав зникає, залишивши лише порожню коробочку у саду свого пентхауса; його подальша доля невідома.
«Love Media» контролює приблизно «900 радіостанцій, 300 телевізійних станцій, 4 мережі, 3 супутники, 10 сенаторів». З фірмовим знаком «Love Media», оголошення Лава або пов'язані комерційні радіопередачі очевидні на деяких радіостанціях, включаючи Head Radio, Flashback 95.6, Double Cleff FM і Chatterbox FM. «Love Media» також володіє Liberty Tree, місцевою газетою в Ліберті-Сіті. До прибуття в місто в 2001 році, Лав знаходився в Карибському морі і жив на приватній яхті. У Liberty City Stories показується, що у 1998 році Лав був змушений залишити Ліберті-Сіті через переслідування колумбійським Картелем.
Дональд Лав, як вважають, почав займатися комерцією в Ліберті-Сіті вже на самому початку 2001 року. Це було зроблено як відповідь на повернення в місто Баррі Харкросса, нещодавно виправданого бізнесмена, який довгий час вважався конкурентом Дональда Лава.
Відома невелика основна інформація: Лав — колишній учень магната нерухомості, що з'являється в Vice City як друг і бізнес-партнер Томмі Версетті; Лав, просячи Клода вбити Кенжи Касена, використовує фразу, яку також вимовляє Каррінгтон:
| Ліві лапки | Ніщо не знижує ціни на нерухомість так, як стара добра війна банд, крім спалаху чуми, але в такому разі це може зайти надто далеко. | Праві лапки |

Найбільш очевидною ознакою є те, що в одній з місій Ейвері Каррінгтона в його лімузині можна побачити ще молодого Лава, над яким Ейвері всіляко кепкує.
Втретє Дональд Лав з'являється в Liberty City Stories, де він зображується як Некрофілія, небайдужий до людських трупів, що пояснює його зв'язок з «Вечіркою в морзі» в GTA III.
Дональда Лава озвучив Кайл Маклаклен.

### Ейт-Болл
Представлено в: Introduction
Ейт-Болл (нар. 1975; 26 років) — фахівець з вогнепальної зброї і вибухові, що володіє трьома магазинами бомб в Ліберті Сіті. Ейт-Болл зустрічає Клода невдовзі після початку гри, коли він із ним же тікає від поліцейського конвою. На знак своєї вдячності Ейт-Болл представляє Клода для роботи свого старого друга.
У Ейт-Болла обидві руки перев'язані, що змушує Клода робити більшу частину інтенсивної роботи на кшталт водіння та стрілянини, коли Ейт-Болл супроводжує його. Цей персонаж, як вважають, опік ошпарився гарячим жиром, який пролився на його руки під час бійки з поліцією під час рейду на його будинок, перш ніж його заарештували. Однак у Grand Theft Auto: Advance говориться, що Ейт-Болл потрапив у засідку з головним героєм гри на ім'я Майк, влаштованої колумбійським Картелем, який використовував вогнемети, що і призвело до опіку рук Ейт-Болла.
Хоча він як персонаж присутній тільки в Grand Theft Auto III, Grand Theft Auto Advance і Grand Theft Auto: Liberty City Stories, магазини вибухівки Ейт-Болла також можна знайти в Grand Theft Auto: Vice City, Grand Theft Auto: San Andreas і Grand Theft Auto: Vice City Stories.
Ейт-Болла озвучив Guru.

### Тоні Сіпріані
Представлений у: Cipriani's Chauffeur
Антоніо Сіпріані (нар. 1968; 33 роки) — член сім'ї Леоне, що працює як заступник ватажка банди у Сальваторе Леоне. Початкові місії Сіпріані насамперед зосереджені на викупленні грошей у контрольованої Тріадою пральні та знищенні декількох автомобілів по доставці товарів цього бізнесу. У сукупності з атакою Тріади під час перевезення високопоставлених членів сімейства Леоне на одну із зустрічей дона Сальваторе, між сім'єю Леоне та Тріадами почалася війна, і Клод тепер став ворогом Тріад. Війна призвела до руйнування Рибної Фабрики Тріади, коли Тоні проінструктував Клода доставити на неї сміттєвоз із бомбою.
Тоні живе зі своєю матір'ю, Мамкою Сіпріані, і часто сидить у своєму сімейному ресторані «Cipriani's Ristorante», де й дає Клоду завдання. Постійне бурчання його матері про несхожість на батька і невдалу спробу виправдати її надії змусило його зателефонувати на місцеву розмовну радіостанцію «Chatterbox FM» і поскаржитися на постійні суперечки з матір'ю.
Тоні Сіпріані озвучив Майкл Медсен.
Протягом другої місії на нього в Grand Theft Auto III «Посадка» він залишає примітку: «Ніхто, я маю на увазі абсолютно НІХТО не сміє зв'язуватися з Тоні Капріані!», але замість того, щоб вимовити своє прізвище так, як це зробив Джоуї Леоне, він каже його так, ніби воно починається на «K».

### Джоуї Леоне
Представлено в: Drive Misty for Me
Джоуї Леоне — права рука боса сім'ї Леоне і син дона Сальваторе Леоне. Відомий своїм недоліком амбіцій, Джоуї працює автомеханік з кримінальними контактами в Портленді. У сценках він постійно лагодить баггі BF Injection і розважається зі своєю улюбленою повією Місті. Завдання Джоуї для Клода включають крадіжку, вбивства та розпорядження тілом.
У процесі Джоуї знайомить Клода з капореджиме сімейства, Тоні Сіпріані, дозволивши Клоду виконувати подальші завдання для сім'ї Леоне. Джоуї також згадується в GTA: San Andreas, коли Карл Джонсон зустрічає Сальваторе Леоне в казино в Лас-Вентурасі і заявляє, що він мав задоволення працювати з Джоуї, коли жив у Ліберті-Сіті. На Джоуї посилаються знову в Liberty City Stories, коли Сальваторе Леоне заявляє, що він не був залучений до сім'ї.
Джоуї, як вважають, несе відповідальність за вбивство кількох високопосадовців «Сім'ї» Фореллі, що в свою чергу призвело до невеликої війни між «Сім'єю» Леоне та «Сім'єю» Фореллі. Майстерня Джоуї також є і в Ліберті-Сіті часів GTA: Liberty City Stories.
Джоуї Леоне озвучив Майкл Рапапорт.

### Мігель
Перша поява: Introduction
Вбитий в: Ransom
Мігель (1962—2001; 39 років) — член колумбійського Картеля і партнер Каталіни після Клода, часто помічається поруч з нею на наркоугодах зі спанком в Ліберті-Сіті. Під час місії, в якій Дональд Лав просить Клода відшукати пакет в аеропорту, пакет виявляється захопленим колумбійським Картелем і вручається Каталіні та Мігелю. Клод зрештою знаходить їх, Мігель віддає пакет, а Каталіна стріляє в Мігеля, залишивши його на «допит» Асуке, після якого він розкриває Асуці та Клоду всю інформацію про операції Каталіни. Був вбитий Каталіною, яка також вбила Асуку і викрала Марію.
Мігель озвучив Al Espinosa.

### Луїджі Готереллі
Представлений у: Luigi's Girls
Луїджі Готереллі (нар. 1970; 31 рік) — співменеджер нічного клубу «Sex Club Seven» в Районі Червоних Ліхтарів Острова Портленд, і пов'язаний з сім'єю Леоні в Мафії Ліберті-Сіті. Луїджі використовує цей клуб як основу для свого бізнесу Проституція проституції. Він — перший бос Клода в Ліберті-Сіті, дає йому прості завдання на кшталт розвезення його дівчат і переслідування дрібних гангстерів, які заважають його операції.
Луїджі Готереллі озвучив Джо Пантоліано.

### Рей Мачовскі
Представлено в: Payday for Ray
Рей Мачовскі (нар. 1958; 43 роки) — корумпований поліцейський детектив з Поліцейського Департаменту Ліберті-Сіті, що працює інсайдером для Якудзи Ліберті-Сіті. Він знайомиться з Клодом під час отримання оплати від Aсуки.
Мачовскі зображений дуже обережною людиною, яка бажає заглушити своїх опонентів, які намагаються розкрити будь-який злочин, вчинений ним або його партнерами, включаючи Леона Макефрі. До кінця його присутності в Ліберті-Сіті, Центральне розвідувальне управління ЦРУ почало розслідувати зв'язки Мачовскі з колумбійським Картелем, змушуючи Рея тікати з міста в Маямі. У процесі роботи на Мачовському Клод зустрічає Дональда Лава.
Вдруге Рей Мачовскі з'являється у Liberty City Stories як партнер Леона Макефрі. Гра показує, що Мачовський — спочатку незручний: працює на злочинців і бере хабарі. Усі свої місії Клоду він дає, перебуваючи у кабінці громадського туалету у Парку Белльвілль.
Рея Мачовськи озвучив Роберт Лоджа.

### Кенжи Касен
Представлено в: Under Surveillance
Вбито в: Waka-Gashira Wipeout!
Кенжи Касен — солідер Якудзи Ліберті-Сіті, що високо поважає честь. Брат Асукі Касен. Кенжи управляє казино в центрі Острова Стаунтон, де і дає завдання Клоду. Пізніше за сюжетом він буде вбитий під час зустрічі на багатоповерховій автостоянці після того, як про це Клода попросить Дональд Лав, з метою зниження цін на місцеву нерухомість через гангстерську війну між Якудзою та Картелем.
Кенжі зазвичай дає Клоду завдання, які стосуються позбавлення від конкуренції банд.
Офіційний сайт GTA III дає натяк, що Кенжі значно поступається Асуке в навичках лідерства, бо «багато хто цитує його „кумедну мову“ як серйозний підрив його авторитету». Кенжи переїхав до США в 1996 році, через 5 років після Асукі.
Кенжи Касен озвучив Les J.N. Mau.

## Незначні персонажі

### Східний Джентльмен
З'являється в: Introduction
Східний Джентльмен — це незначний, але ключовий персонаж у сюжеті гри, спільник Дональда Лава. Незадовго до подій GTA III його заарештували після прибуття в Ліберті-Сіті приватним літаком з невідомого пункту відправлення десь на сході Азії за «надання „Службі імміграції та натуралізації“ незадовільних аргументів для в'їзду в країну» та відсутність відповідних проїзних документів.
На самому початку історії GTA III Східний Джентльмен разом з Клодом і Ейт-Боллом конвоюється поліцією у в'язницю, але, як конвой перетинає Міст Каллахан, викрадається бойовиками колумбійського Картеля, що дозволяє Клоду і Ейт-Боллу втекти. Пізніше Картель тримає його у полоні, намагаючись вимагати у Лава гроші. Згідно з розпорядженням Дональда, Клод рятує Східного Джентльмена.
Потім Східний Джентльмен підтверджує справжність таємничої доставки Лава, яка була знайдена Клодом. Він також бере участь в одній кат-сцені, займаючись з Лавом вправами Тай Чі.

### Марті Чонкс
Представлено в: The Crook
Убитий в: Her Lover
Марті Чонкс — власник компанії «Bitchin' Dog Food». Потреба грошей штовхає його на вчинення різних незаконних дій, що змушує його зателефонувати Клоду. Завдання є транспортування різних людей на фабрику «Bitchin' Dog Food», де Марті робить з них корм для собак.
Марті Чонкса озвучив Кріс Філліпс.

### Місіс Чонкс
Представлена в: The Wife
Вбита в: The Wife
Місіс Чонкс — дружина власника компанії «Bitchin' Dog Food». Витрачала багато грошей на себе, за що Марті Чонкс і вбив її. Вона сідає в автомобіль до Клода біля салону «Classic Nails», де закінчувала свій манікюр.

### Карл
Представлено в: Her Lover
Карл — коханий дружини Марті Чонкса, який незадоволений її смертю і прагне помсти. Погодившись на зустріч із Марті на території компанії «Bitchin' Dog Food», він успішно уникає пастки Марті, застреливши його з дробовика. Також можна вбити його, оскільки після вбивства Марті він починає стріляти по Клоду.

### Мамочка Сіпріані
Представлена в: Taking Out the Laundry
Мамочка Сіпріані (нар. 1932; 69 років) — співвласник «Cipriani's Ristorante». Вона — мати Тоні Сіпріані і часто бурчить на свого сина за те, що той не досяг висот її чоловіка.
Мамочку Сіпріані озвучила Сондра Джеймс.

### Ель-Бурро
Ель-Бурро (у перекладі з іспанської — «Осел») — лідер пуерто-піканської банди Diablos, який дає завдання Клоду на Острові Портленд через Таксофон, розташований біля Соціальне житло в Хепберн-Хейтс. Ель-Бурро, як вважають, володіє бізнесом і видає порнографічні журнали, якщо вірити його дзвінкам по телефону і журналам, що з'являються в будинку гравця в Портленді після завершення всіх місій від даного героя. Він ніколи не з'являється особисто протягом усієї гри, хоча був створений його ігровий арт, який використовувався в публікаціях та інтерфейсі гри. Також Ель-Бурро дає завдання Клоду на вбивство кількох членів мафії на Пристані Атлантик за допомогою фургона з морозивом, а потім просить його вбити кілька членів Тріад за допомогою вогнемета. Після місії «Uzi Rider» Diablos стають ворожими по відношенню до Клода.
Ель-Бурро раніше брав участь як персонаж в Grand Theft Auto і згадується Рікардо Діасом в діалозі в Vice City.
Ель-Бурро також озвучив Кріс Філліпс.

### Король Куртні
Король Куртні — лідер ямайской банди Yardies, дистанційно дає Клоду завдання Острові Стаунтон. Первинна мета його завдань головним чином пов'язана із нападами на конкуруючі банди. Заключна місія веде Клода в пастку, куди Каталіна посилає фургони з «обкуреними божевільними спанком», щоб убити Клода. Його не можна побачити наживо в GTA III, але він з'являється в Grand Theft Auto Advance.
Короля Куртні озвучив Волтер Муду.

### Ді-Айс
Ді-Айс — лідер банди Red Jacks, працює з Клодом в Прибережній Долині дистанційно через телефон, що знаходиться біля об'єктів житлового будівництва в Садах Вічіта. Деякі з його місій включають атаки та бої проти конкуруючої банди Purple Nines, яка, як здається Ді-Айсу, забезпечена спанком і торгує ним на вулицях. Клод зрештою скоротив чисельність Purple Nines до кількох членів часу фінального бою між Клодом і братом Ді-Айса з останніми з Purple Nines.
Ді-Айса також озвучив Волтер Муду.

### Міккі Хемфістс
Представлений у: Luigi's Girls
Міккі Хемфістс (нар. 1980; 21 рік) — охоронець Луїджі Готереллі та співменеджер «Sex Club Seven». Він завжди перевіряє відвідувачів Луїджі та з різною періодичністю дає їм записки. Виступає в ролі примусового сімейства Леоне, супроводжує всі церемонії «посвяти». Однак «поліцейські звіти» на офіційному сайті GTA III описали його як «ідіота». Міккі також свого часу залучався до суду за напад, Рекет і численні справи, пов'язані з наркотиками.

### Місті
Вперше з'являється в: Luigi's Girls
Місті — жінка, яка працює в клубі у Луїджі, і «регулярна дівчина Джоуї Леоне». У двох випадках Луїджі просить Клода відвезти її з одного місця до іншого, і каже «тримати очі на дорозі, а не на Місті». Вона живе у квартирному комплексі у Хепберн Хейтс.
Місті озвучила Кім Герней.

### Майк «Ліпс» Фореллі
Представлено в Mike Lips Last Lunch
Убитий: Mike Lips Last Lunch
Майк «Ліпс» Фореллі — високопоставлений член сім'ї Фореллі, який з'являється на короткий час, коли Джоуї Леоне посилає Клода, щоб убити його, з метою подати сімейству Фореллі урок за невиплату боргів. Майк обідає в «Бістро Марко» в районі Святого Марка, коли Клод викрадає його автомобіль, ставить на нього бомбу і приганяє назад. Майк залишає ресторан, сідає в автомобіль та гине від вибуху. Це вбивство розпалює війну між сім'ями Фореллі та Леоне.

### «Чанки» Лі Чонг
Представлено в: Farewell Chunky Lee Chong
Убитий у: Farewell Chunky Lee Chong
 Чанки' Лі Чонг — член Тріад Ліберті-Сіті, який продає локшину в серці китайського кварталу і штовхає спанк для колумбійського Картеля. Джоуї наказує Клоду вистежити і вбити його. Клод виконує наказ і вбиває Чанки, коли той намагається втекти. Це вбивство — ворожість сім'ї Леоні до Тріад, що продовжує війну між двома бандами, розпочату ще 1998 року Тоні Сіпріані.

### Таннер
Представлено в: Two-Faced Tanner
Вбитий у: Two-Faced Tanner
Таннер — таємний поліцейський, який проник у якудзу. Коли Асука дізнається про це, вона наказує Клоду вбити його. Персонаж є жартом «Rockstar Games» над конкурентом серії GTA — серії Driver", де головним героєм є Джон Таннер, який працює поліцейським під прикриттям. Крім того, розробники гри надали Таннеру жіночу ходу, про що згадує Асука.

### Канбу
Канбу — високопоставлений член якудзи, якого Клод рятує під час очікування суду за розпорядженням Кенжи Касена.

### Кучерявий Боб
Представлено в:  Cutting the Grass
Вбито в: Cutting the Grass
Кудрявий Боб — бармен у «Sex Club Seven» у Луїджі, якого підозрюють у шпигунстві на користь колумбійського Картеля в обмін на спанк. Згідно з розпорядженням Сальваторе, Кудрявого Боба слід убити, якщо Клод стане свідком його зливу інформації Картелю. Це відбувається в порту Портленда після того, як він пояснює дії Леоні Каталіні та Мігелю в обмін на чергову порцію спанку.
Кудрявого Боба озвучив Хантер Платін.

### Леон Макефрі
Представлено у: Silence the Sneak
Вбито в: Plaster Blaster
Леон Макефрі (1956—2001; 45 років) — корумпований поліцейський, який намагається провернути докази нерозкритого злочину в обмін на благородне звільнення від зобов'язань. Макефрі знаходиться під посиленим захистом, коли Клод приходить, щоб спалити його квартиру. Коли його квартира починає горіти, Макефрі біжить до свого автомобіля, але там на нього чекає Клод. Він убитий Клодом наприкінці місії, але Рей Мачовскі пізніше стверджує, що після вибуху він вижив і згодом потрапив до лікарні. Він був убитий Клодом після того, як випав із санітарної машини.
Вдруге Леон Макефрі з'являється у Liberty City Stories як помічник Тоні Сіпріані.

### Філ Кессіді
Представлено в: Arms Shortage
Філ Кессіді (у титрах гри вказаний як Однорукий Бандит) (нар. 1949; 52 роки) — друг Рея, що за легендою бився поряд з Мачовські під час військового конфлікту в Нікарагуа. Філ має бізнес «Армійські надлишки Філа» у Рокфорді, на краю Острова Стаунтон, що спеціалізується на продажу озброєння військового класу та наданні військових транспортних засобів. Філ з'являється протягом однієї місії, коли Клод зобов'язаний захистити його від групи членів колумбійського Картеля, які намагаються відібрати у Філа зброю. Після відбиття атаки членів Картеля Філ висловлює вдячність Клоду та пропонує зброю для покупки.
Прізвище Філа, «Cassidy», з'являється тільки в інструкції-карті Ліберті Сіті для GTA III, і знову використовується різною мірою в трьох майбутніх іграх. Починаючи зі своєї першої появи в GTA III, Філ неодноразово пов'язувався з продажем важких озброєнь, з розширенням його ролі та підготовки.
Так само можна помітити, що у GTA III у Філа немає лівої руки — він її втратив у GTA: Vice City під час необережного поводження з вибухівкою, внаслідок чого Томмі Версетті в стані алкогольного сп'яніння мав довезти його до лікарні. Над втратою руки Філ лише посміхнувся, промовивши: «Три руки краще за одну».
Філа Кессіді також озвучив Хантер Платін.

### Чико
Представлено у: Chaperone
Чіко — торговець спанком, що тусується під однією з платформ наземного метро. У Atlantic Quays у нього відбуваються вечірки.

### Брати Фореллі
Представлено у: Dead Skunk in the Trunk
Можуть бути вбиті в: Dead Skunk in the Trunk
Брати Фореллі — керують «Сім'єю» Фореллі. У місії Dead Skunk in the Trunk вони охороняють машину, в багажнику якої лежить тіло одного з Фореллі. Коли Клод сідає в цю машину, брати Фореллі відразу почнуть її штовхати, доки вона не вибухне. Також у цій місії можна спочатку вбити братів Фореллі, а потім сісти в ту машину і на ній доїхати до утилізатора.

## Вилученні персонажі

### Даркел
Вперше з'являється в: У керівництві гри
Даркел — персонаж, який був виключений під час розробки Grand Theft Auto III задовго до терактів 11 вересня 2001 року, всупереч поширеній думці. Про нього майже нічого не відомо, за винятком того, що він мав бути революційним пострілом, який заприсягся вбити економіку міста. Одна місія полягала у викраденні фургона з продажу морозива, щоб використовувати його для залучення пішоходів, а потім підірвати його.
Даркел був озвучений Біллом Фіором.

### Кертлі
Вперше з'являється в: У інструкції до гри
Кертлі — другий відомий персонаж, віддалений під час розробки гри, якого мав озвучити Куртіс Маккларін. На відміну від Даркела, немає абсолютно жодної інформації щодо його ролі у грі чи про його значення в оригінальному сюжеті. Він перерахований у керівництві гри поряд із Даркелом.